# Aeropuerto de Uliánovsk Noreste

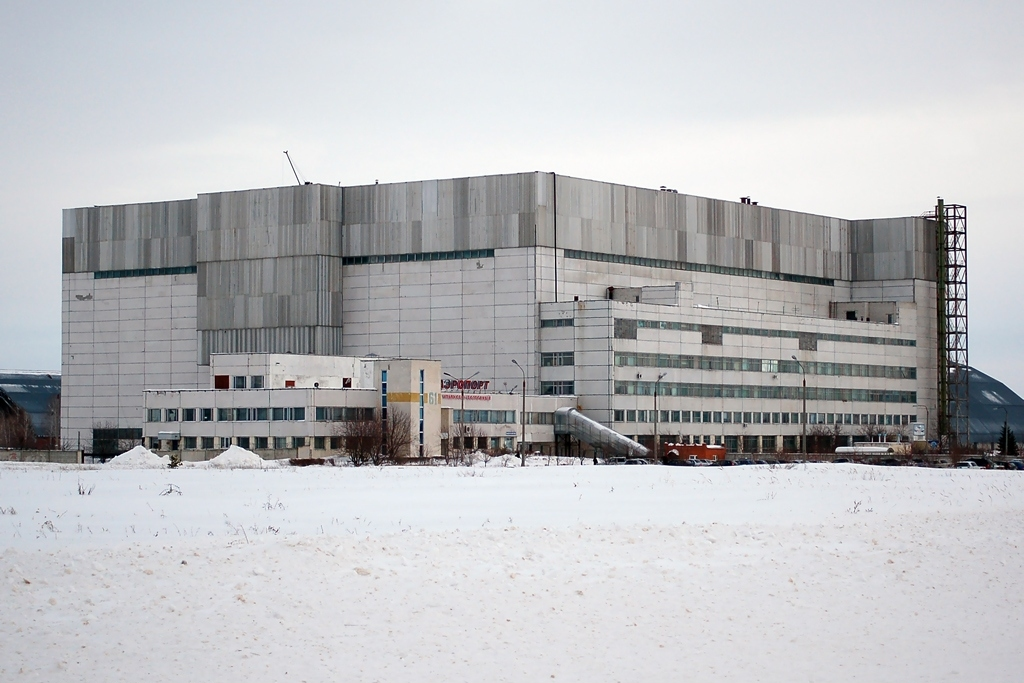
Imagen de el aeropuerto desde fuera

Aeropuerto de Uliánovsk Noreste (en ruso: Аэропорт Ульяновск-Восточный; IATA: ULY, ICAO: UWLW), esta a 28 km al noreste de Uliánovsk, capital del óblast de Uliánovsk, Rusia. Tiene categoría de aeropuerto internacional. 
El operador del aeropuerto es la empresa «Aeropuerto Internacional de Uliánovsk Noreste» (del ruso: Международный аэропорт «Ульяновск-Восточный»). La terminal de carga tiene capacidad para procesar 150 toneladas de carga al día. En este aeropuerto tiene su base técnica la compañía aérea Volga-Dnepr.
El espacio aéreo está controlado desde el FIR de Samara (ICAO: UWWW).

## Pista
El aeropuerto de Uliánovsk Noreste dispone de una pista de hormigón con dirección 02/20 y unas dimensiones de 5.100 × 105 m (16.728 × 344 pies). Con estas dimensiones ocupa el tercer lugar entre las pistas de uso civil del mundo.
El pavimento es del tipo 63/R/A/W/T, lo que permite la operación de aeronaves sin límite de peso máximo al despegue.